# Zygmunt Lewoniewski
Zygmunt Aleksandrowicz Lewoniewski, ros. Сигизмунд Александрович Леваневский, Sigizmund Aleksandrowicz Lewaniewski (ur. 2 maja?/15 maja 1902 w Petersburgu, zm. 13 sierpnia 1937 w Arktyce) – radziecki lotnik polarny pochodzenia polskiego, brat polskiego lotnika Józefa Lewoniewskiego.

## Życiorys
Rodzice Zygmunta Lewoniewskiego (matka Teofila z Biziuków, ojciec Aleksander) pochodzili z Sokółki, z rodowodem szlacheckim. W 1898 roku wyjechali do Petersburga w poszukiwaniu pracy. Młodszy syn państwa Lewoniewskich, Zygmunt urodził się w Sankt Petersburgu w Rosji 15 maja 1902. W młodości mieszkał głównie w Sokółce. Pracował jako robotnik. Wziął udział po stronie bolszewików w rewolucji październikowej 1917 i wojnie domowej w Rosji. Od 1918 służył w Armii Czerwonej. Od 1919 dowodził kompanią, następnie batalionem, był szefem sztabu i dowódcą pułku strzeleckiego na Froncie Wschodnim. W 1921 walczył z oddziałami antybolszewickimi w Dagestanie.
Od 1921 służył w 4 Oddziale Żeglugi Powietrznej (lotniczym) w Piotrogrodzie, a od 1923 w Sewastopolskiej Wojskowej Szkole Lotnictwa Morskiego (w służbie naziemnej). Od 1924 uczył się w tej szkole, którą ukończył w 1925, po czym służył jako pilot w radzieckim lotnictwie wojskowym, a także jako instruktor w sewastopolskiej szkole. W 1928 został przeniesiony do rezerwy, po czym pracował jako instruktor w Nikołajewskiej Szkole Lotniczej, organizacji paramilitarnej Osoawiachim, a od 1929 do 1933 jako szef szkoły Osoawiachimu w Połtawie.

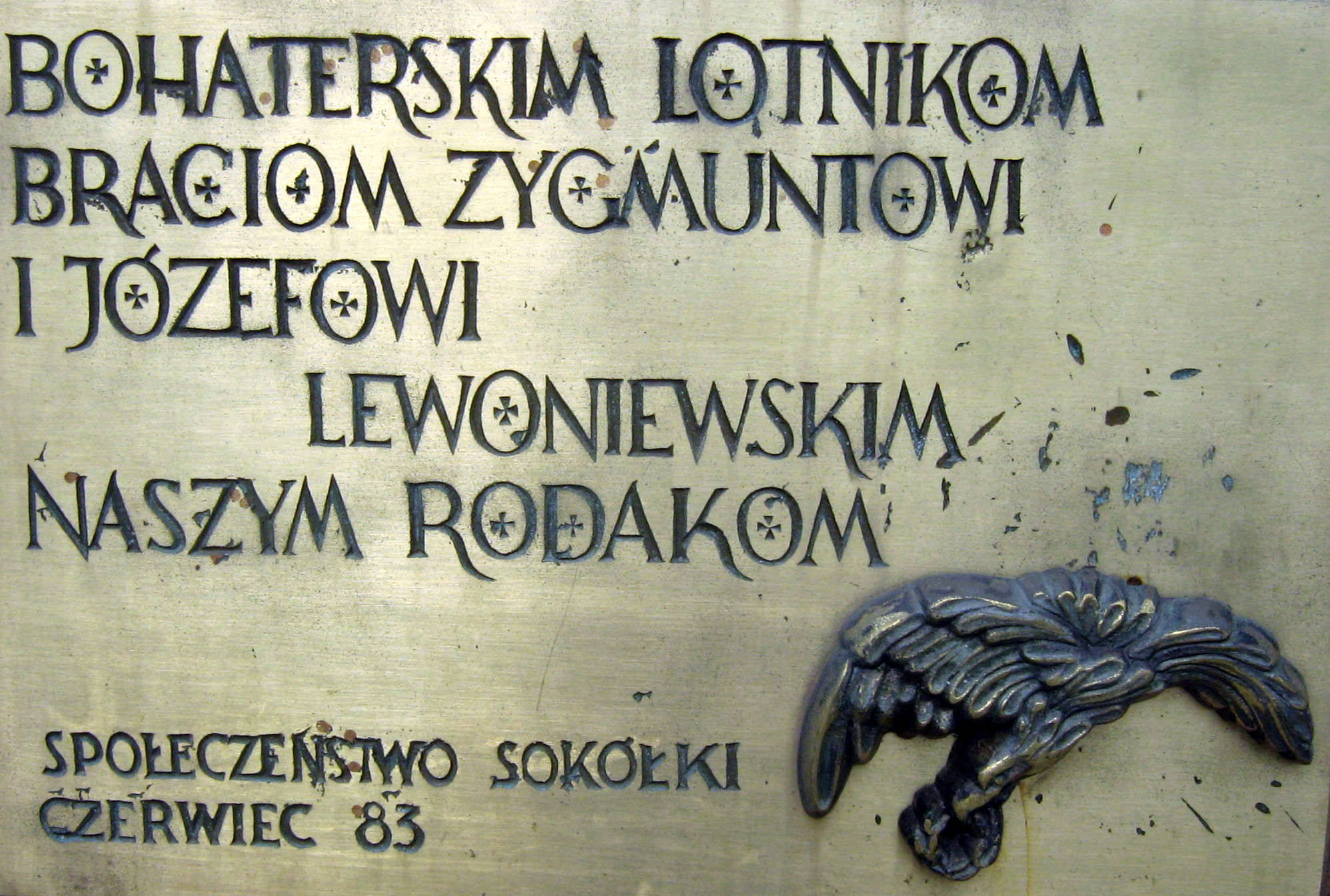
Tablica poświęcona braciom Lewoniewskim

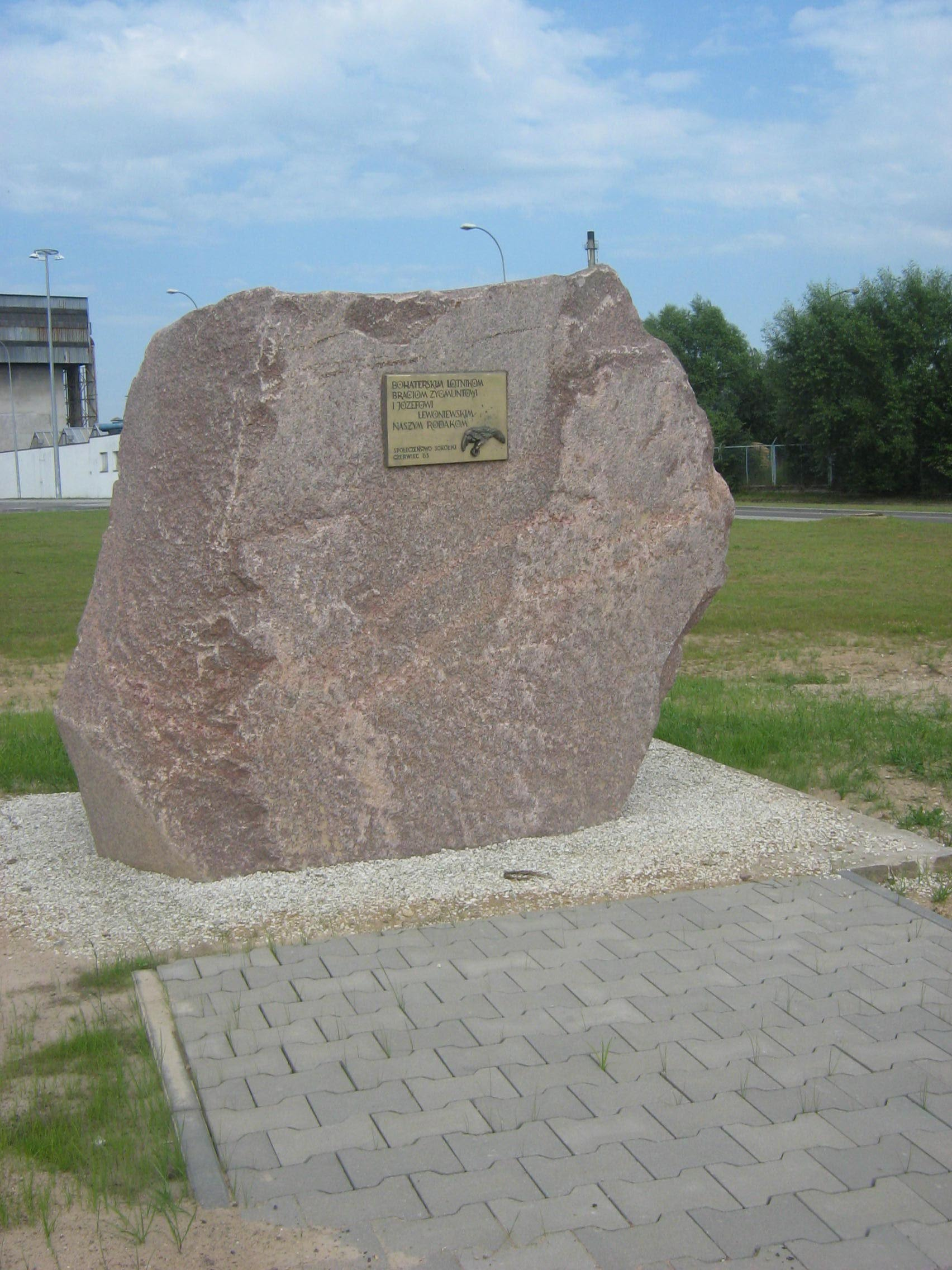
Pomnik w Sokólce poświęcony braciom Zygmuntowi i Józefowi Lewoniewskim

Od wiosny 1933 pracował jako pilot w lotnictwie polarnym Gławsiewmorputi. W lecie 1933 dokonał przelotu łodzią latającą Dornier Wal z Sewastopola do Chabarowska. 13 lipca 1933 odnalazł i uratował w rejonie Anadyr w Czukotce amerykańskiego pilota Jamesa Matterna, który miał awarię samolotu podczas próby lotu dookoła świata, po czym przetransportował go 20 lipca do Nome na Alasce. Jesienią 1933 brał udział w lotach agitacyjnych na Ukrainie.
W lutym 1934 z dwoma innymi lotnikami udał się do USA celem zakupu samolotów Consolidated Fleetster dla akcji ratowania rozbitków statku "Czeluskin". 29 marca 1934 wyleciał na jednym z nich z G. Uszakowem z Nome. Na skutek oblodzenia, samolot jednak został rozbity podczas przymusowego lądowania we wsi Wankarem w Czukotce, będącej bazą ratowników. Za męstwo w tej akcji Lewoniewski został mimo to uhonorowany 20 kwietnia 1934 razem z 6 innymi lotnikami nowo ustanowionym tytułem Bohatera Związku Radzieckiego (otrzymał medal Złota Gwiazda nr 4).
Od 1934 studiował w Akademii Sił Powietrznych im. Żukowskiego. Był pierwszym pilotem, który opracował plan przelotu z ZSRR do USA ponad Biegunem Północnym. 3 sierpnia 1935 z dwoma innymi lotnikami G. Bajdukowem i W. Lewczenko podjął pierwszą w historii próbę przelotu samolotem ANT-25 z Moskwy nad Biegunem Północnym do San Francisco, jednakże na skutek awarii silnika lot został przerwany nad Morzem Barentsa. Latem 1936 wyjechał do USA, gdzie zakupił wodnosamolot Vultee V-1A, którym następnie w dniach 5 sierpnia - 13 września 1936 przyleciał z Los Angeles przez San Francisco, Uelen, Jakuck i Swierdłowsk do Moskwy. Wiosną 1937 testował w Sewastopolu zakupione w USA samolot-amfibię S-43 i łodź latającą Douglas DF.
12 sierpnia 1937 podjął próbę przelotu czterosilnikowym samolotem DB-A numer N-209, z Moskwy nad Biegunem Północnym do Fairbanks w USA, jako dowódca załogi, z 5 innymi lotnikami na pokładzie. 13 sierpnia 1937 o 13.40 samolot przeleciał nad biegunem, lecz o 14.32 załoga doniosła o zatrzymaniu się prawego skrajnego silnika, po czym samolot zaginął bez wieści i nie został odnaleziony. Prawdopodobnie uległ katastrofie przed brzegami Alaski (w bezskutecznych poszukiwaniach wziął udział m.in. James Mattern).
Jego imię nosiła Nikołajewska Szkoła Lotnictwa Morskiego, a także radziecki statek rzeczny "Lewaniewski" z 1937, pierwszy z serii 6 jednostek typu Lewaniewski, nazwanych imionami Bohaterów ZSRR.

## Odznaczenia
- Medal "Złota Gwiazda" Bohatera Związku Radzieckiego (20 kwietnia 1934)
- Orderem Lenina
- Orderem Czerwonego Sztandaru Pracy
- Orderem Czerwonej Gwiazdy